# Prospermophilus
Prospermophilus — вимерлий рід ссавців з родини Sciuridae. Викопні рештки знайдено в Китаї (Bilike).